# 1133年
| 千纪： | 2千纪 |
| 世纪： | 11世纪 \| 12世纪 \| 13世纪 |
| 年代： | 1100年代 \| 1110年代 \| 1120年代 \| 1130年代 \| 1140年代 \| 1150年代 \| 1160年代                                                                     |
| 年份： | 1128年 \| 1129年 \| 1130年 \| 1131年 \| 1132年 \| 1133年 \| 1134年 \| 1135年 \| 1136年 \| 1137年 \| 1138年                                           |
| 纪年： | 癸丑年（牛年）；西夏正德七年；金天會十一年；西辽延慶十年；南宋紹興三年；刘豫阜昌四年；杨幺大聖天王元年；大理保天五年；越南天彰寶嗣元年；日本長承二年 |

## 大事记
- 金國將領完顏杲攻佔金州（今陝西省安康市），趁勝發動饒鳳關之戰，南宋敗退，吳玠退保仙人關（在今甘肅徽縣東南），防止金兵由鳳翔入蜀。金軍攻入興元府，南宋將領吳玠斷絕糧道，完顏杲因孤軍深入，補給困難，遂率軍北返，南宋王彥趁機收復金州，金兵只得被迫放棄漢中。
- 金太宗天会十一年五月乙丑（公元1133年6月15日），月忽失行而南，顷之复故。

## 出生
- 也速該
- 2月2日——李修緣
- 3月5日——亨利二世，英格蘭國王、諾曼第公爵、安茹伯爵、阿基坦公爵。（1189年逝世，56岁）